# Resubelpara
Resubelpara is een stad en gemeente in het district North Garo Hills van de Indiase staat Meghalaya. 

## Demografie
Volgens de Indiase volkstelling van 2001 wonen er 17.652 mensen in Resubelpara, waarvan 51% mannelijk en 49% vrouwelijk is. De plaats heeft een alfabetiseringsgraad van 68%.